# Luisa Tisolo
Luisa Tisolo (20 de setembro de 1991) é uma jogadora de rugby sevens fijiana.

## Carreira
Luisa Tisolo integrou o elenco da Seleção Fijiana Feminina de Rugbi de Sevens, na Rio 2016, que foi 8º colocada.